# Buthus montanus
Buthus montanus es una especie de escorpí de la família dels bútids (Buthidae). És endèmic de Serra Nevada (províncies de Granada i Almeria). Mesuren uns 60-75 mm de longitud total.